# Tulsa Shock

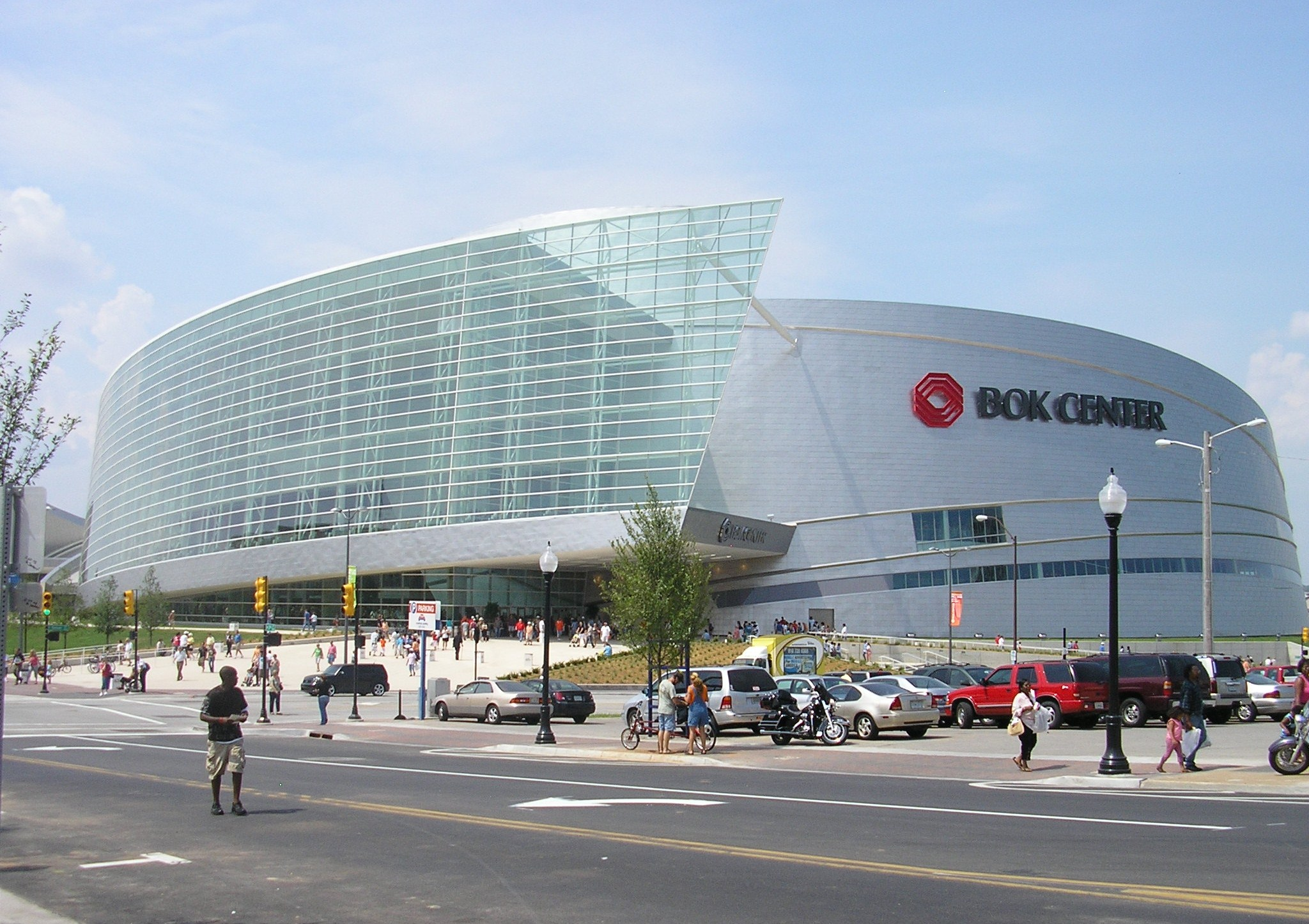
Tulsa Shocks hemmaarena BOK Center.

Tulsa Shock, som grundades 2009, är en basketklubb i Tulsa i Oklahoma som spelar i damligan WNBA sedan säsongen 2010. Laget spelar sina hemmamatcher i BOK Center i Tulsa. Laget bildades som Detroit Shock i Auburn Hills, Michigan. Från säsongen 1998 till och med 2009 spelade Detroit Shock i WNBA innan de inför säsongen 2010 flyttade till Tulsa och blev Tulsa Shock.

## Historia

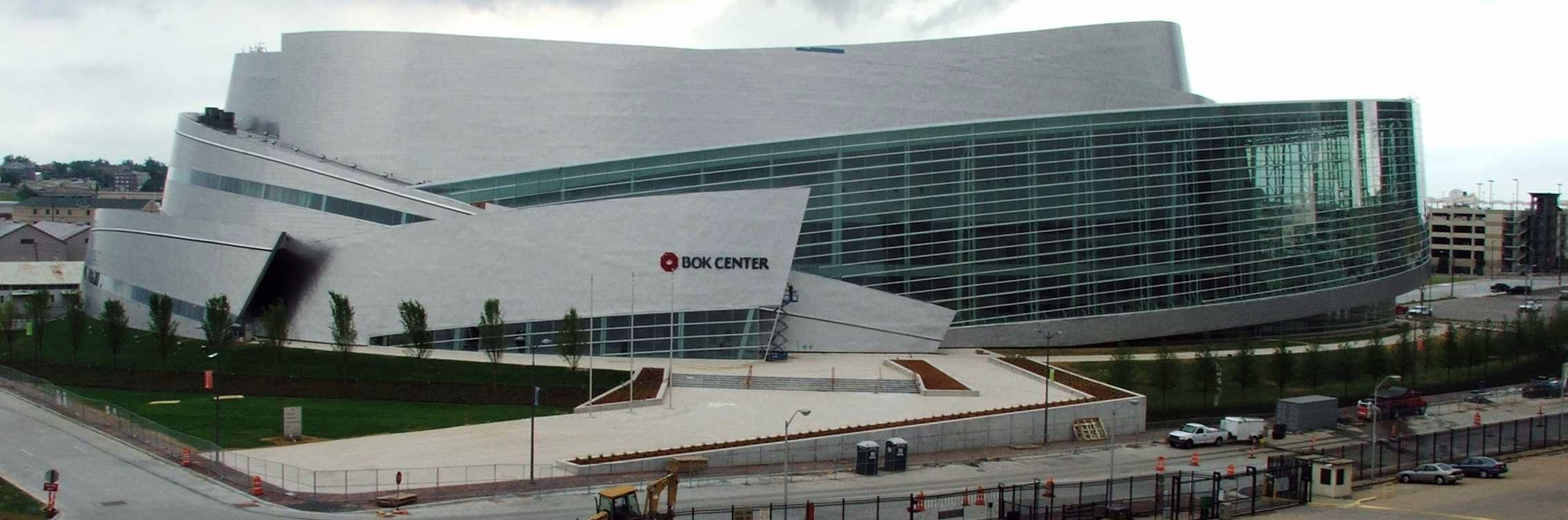
BOK Center i Tulsa.

Tulsa hade tidigare nämnts som en möjlig framtida stad för ett WNBA-lag, men planerna blev inte verkliga förrän i mitten av 2009 då en organisationskommitté med affärsmän och politiker började försöka locka till sig ett lag. Gruppen hade ursprungligen en deadline till den 1 september på sig, men WNBA:s ordförande Donna Orender förlängde tidsfristen till oktober. En investment group anlitade Nolan Richardson, en tidigare huvudtränaren för University of Tulsa, som potentiell general manager och huvudcoach. Så den 15 oktober 2009 lämnade gruppen in sin officiella begäran om medlemskap i WNBA. Redan fem dagar senare var WNBA:s ordförande Orender, investerarna Bill Cameron och David Box, Tulsas borgmästare Kathy Taylor, Oklahomas guvernör Brad Henry och coachen Richardson närvarande vid en presskonferens där det meddelades att Detroit Shock skulle flytta till Tulsa.
Tulsas första match i ligan spelades den 15 maj 2010 hemma mot Minnesota Lynx och förlorades med 74-80. Totalt vann Tulsa bara sex av 34 matcher under sin första säsong och var med det överlägsen jumbo i hela ligan.